# Любимов-Ланской, Евсей Осипович
Евсе́й О́сипович Люби́мов-Ланско́й (настоящая фамилия — Гели́бтер; 16 (28) мая 1883—1943) — российский и советский актёр, театральный режиссёр, народный артист РСФСР (1933).

## Биография
Родился 16 (28) мая 1883 года в Одессе, в семье замостского мещанина, казённого раввина Бельц (с 1877 года) и смотрителя сорокского казённого еврейского училища Иосифа Гелибтера (1847—?) и Симы Говшиевны (Софьи Овсеевны) Гелибтер (в девичестве Дуклер, 1860—?), дочери тульчинского купца, заключивших брак в Одессе 1 октября 1879 года. К 1903 году работал аптекарским помощником. В Харькове прошёл обучение в драматической школе (1902—1904). Работу в театре начал в Осташкове в 1904 году. Взял сценический псевдоним Любимов (дословный перевод с идиша фамилии Гелибтер). В 1906—1907 служил в харьковской труппе А. Н. Дюковой, где встречался на сцене с М. В. Дальским и П. В. Самойловым. Затем выступал в провинциальных театрах Кишинёва, Тифлиса, Нижнего Новгорода, Орла, Воронежа, Самары, Саратова, Казани, Киева, Одессы. Играл Фамусова в «Горе от ума» А. С. Грибоедова, Городничего в «Ревизоре» Н. В. Гоголя, Фрола Федулыча в «Последней жертве» А. Н. Островского, Франца Моора в «Разбойниках» Ф. Шиллера, Шейлока в «Венецианском купце» У. Шекспира, заглавных героев в исторической пьесе «Ричард III» Шекспира и в трагедии «Царь Эдип» Софокла. 
В 1914 году Любимов-Ланской начал режиссёрскую деятельность, возглавив Товарищество актёров в Херсоне. В 1915—1918 руководил театральными коллективами в Батуми, Сухуми и Баку, в котором в 1918 году организовал Первую рабочую студию. В 1919—1922 возглавлял театры в Астрахани и Саратове. С 1923 года состоял в труппе Театра рабочих Московского губернского совета профессиональных союзов (МГСПС) (с 1938 года — Театр имени Моссовета), в 1925—1940 годах являлся директором и художественным руководителем театра. В 1941—1943 годах — актёр Малого театра.
Поставил «Нору» Ибсена, «Герцога» Луначарского, «Георгия Гапона» Н. Шаповаленко, «Шторм» и «Голос недр» В. Билль-Белоцерковского, «Цемент» по Ф. Гладкову, «Мятеж» (по Д. Фурманову и С. Поливанову), «Рельсы гудят» и «Город ветров» В. Киршона, «Ярость» Ю. Яновского.
К особым актёрским удачам этого периода относится исполнение им ролей профессора Мамлока в одноимённой пьесе Ф Вольфа, Чадова («Жизнь зовет» В. Билль-Белоцерковского), Полежаева («Беспокойная старость» Л. Рахманова), Окаёмова («Машенька» А. Афиногенова).

 Любимов-Ланской — один из самых активных деятелей советского театра 20-х годов, создатель первых реалистических революционных спектаклей. (…) Отличительные черты постановок Любимова-Ланского — строгая, точная фиксация жизни и документальность и в то же время революционный пафос, агитационность. Л.-Л. называл руководимый им театр театром «социальной правды», а его реализм -«реализмом пристрастным, язвительным, острым, классово-трезвым».

Скончался 17 июля 1943 года в Москве. Похоронен на Новодевичьем кладбище.

## Семья
- Брат — Зиновий Осипович (Зейлик Иосифович) Гелибтер (1886—1968)[10], инженер-химик, технолог. Его внук, Борис Юльевич Гелибтер (1961—2004), погиб при взрыве во время теракта в московском метро 6 февраля 2004 года[11]. Сестра — Анна Гелибтер (1881—1882)[12].
- Жена (с 22 июля 1903 года) — актриса Мария Николаевна (Марьям Нафтуловна) Любимова-Ланская (в девичестве Левенсон, 1889—1982), дочь могилёвского купеческого сына (брак заключён в Одессе)[7].

## Режиссёрские работы в театре
- 1923 — «Нора» Г. Ибсена (премьера 11 марта, художник Н. А. Мусатов. Театр МГСПС)
- 1924 — «Герцог» А. Луначарского (премьера 19 марта, художник А. А. Арапов. Театр МГСПС)
- 1925 — «Шторм» В. Билль-Белоцерковского (премьера 8 декабря)
- 1925 — «1881 год» Н. Шаповаленко
- 1926 — «Цемент» по Ф. Гладкову
- 1927 — «Константин Терехин» («Ржавчина»)" В. Киршона и А. Успенского
- 1927 — «Мятеж» Д. Фурманова и С. Поливанова[13]
- 1928 — «Рельсы гудят» В. Киршона
- 1929 — «Город ветров» В. Киршона
- 1929 — «Ярость» Ю. Яновского
- 1930 — «1905-й год» К. Гандурина
- 1934 — «Жизнь зовет» В. Билль-Белоцерковского
- 1937 — «Апшеронская ночь» Н. Никитина
- 1940 — «Фландрия» («Родина») В. Сарду